# Червоний хутір
Черво́ний хутір (Кра́сний хутір) — історична місцевість, поселення у Дарницькому районі міста Києва. Розташоване між Харківським шосе, вулицями Володимира Рибака, Боровою, Ялинковою і лісом.

## Археологія
Територія Червоного хутора вже була заселена з часів Трипільської культури (кінець 3 — початок 2 тис. до н. е.). Згадка про поселення залишилась у вигляді могильника.

## Історія
Виник в середині 19-го сторіччя під назвою Червоний Млинок, сучасна назва від казарм військової частини, збудованої з червоної цегли (цих казарм вже не існує). Далі поселення розвивалося як виселок із села Осокорки та не значилося як офіційне поселення. На початку 1930-х років було засновано колгосп, що був підпорядкований сільраді с. Осокорки та був в районі сучасної Харківської площі, приблизно на місці інституту МВС. Ліквідований в 1931 році, майже через рік після відкриття. У 1931—1936 роках був у складі Осокорківської, від 1936 року — Позняківської сільрад.
Початок інтенсивної забудови Червоного хутора припадає на 1930-ті роки: в 1933 році у поселенні зафіксовано 11 вулиць і провулків, а наприкінці 1930-х років склалася сучасна мережа шляхів — 24 вулиці й провулки (включно з кінцевою частиною Харківського шосе), майже всі вони у 1953—1955 роках здобули сучасні назви.
Населений пункт постраждав від геноциду українського народу, проведеного урядом СРСР у 1932–1933 роках. За даними історика Сергія Вакулишина, кількість убитих голодом мешканців Червоного хутора коливається від 40 до 50% осіб.
До 2 Світової війни в селище відкрито дитячий садок, який з початку 1944 року був переобладнаний під лікарню, розбомблену в ніч з 6 на 7 січня того ж року. Після цього медичний заклад переїхав до Соцміста. 1951 року селище мало 365 будинків.
В 1956 р. відкривається школа № 113 і на Червоному хуторі до кінця 1950-х не будувалось нічого окрім житла. Нині це одне з небагатьох селищ Лівобережжя, яке зберегло приватну забудову в майже повному обсязі. При цьому індивідуальні будинки масово оновлюються, на місці старих хат зводять котеджі, збереглось декілька довоєнних садиб.

## Сучасна характеристика

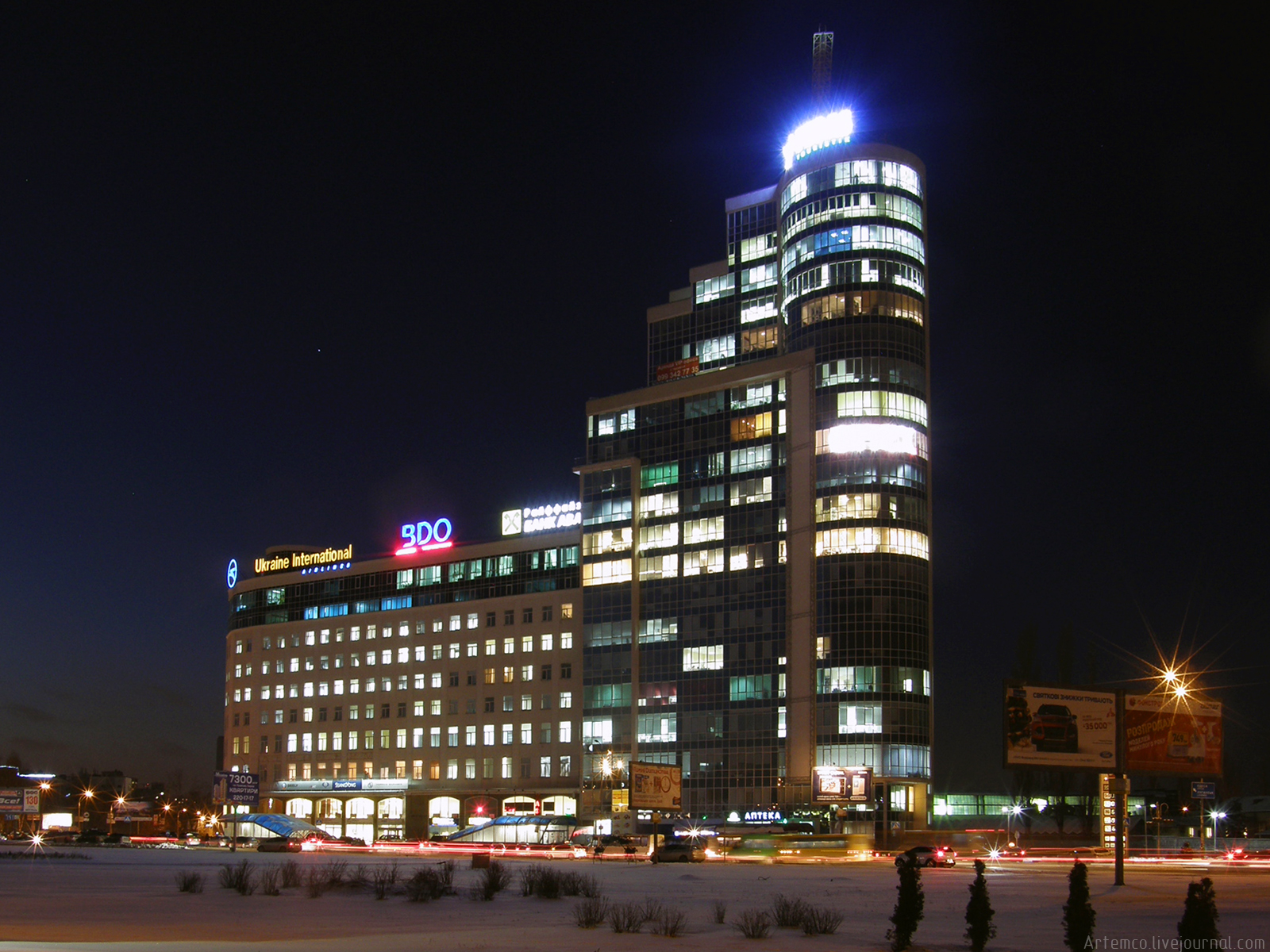
висотна домінанта офісна будівля Харківське шосе, 201-203

Майже вся забудова — малоповерхова, приватна, частково — промислові підприємства.
Іменем колишнього селища, а тепер району Києва, названа станція метро «Червоний хутір», яка розташована на схід від нього.